# Huntington (Virgínia de l'Oest)
Huntington és una població dels Estats Units a l'estat de Virgínia de l'Oest. Segons el cens del 2008 tenia 49.185 habitants.

## Demografia
Segons el cens del 2000, Huntington tenia 51.475 habitants, 22.955 habitatges, i 12.235 famílies. La densitat de població era de 1.248,4 habitants per km².
Dels 22.955 habitatges en un 20,6% hi vivien nens de menys de 18 anys, en un 36,9% hi vivien parelles casades, en un 13,1% dones solteres, i en un 46,7% no eren unitats familiars. En el 37,6% dels habitatges hi vivien persones soles el 15,1% de les quals corresponia a persones de 65 anys o més que vivien soles. El nombre mitjà de persones vivint en cada habitatge era de 2,12 i el nombre mitjà de persones que vivien en cada família era de 2,8.
Per edats la població es repartia de la següent manera: un 17,7% tenia menys de 18 anys, un 17,5% entre 18 i 24, un 24,9% entre 25 i 44, un 21,8% de 45 a 60 i un 18% 65 anys o més.
L'edat mediana era de 37 anys. Per cada 100 dones de 18 o més anys hi havia 85,8 homes.
La renda mediana per habitatge era de 23.234 $ i la renda mediana per família de 34.756 $. Els homes tenien una renda mediana de 30.040 $ mentre que les dones 21.198 $. La renda per capita de la població era de 16.717 $. Entorn del 17,5% de les famílies i el 24,7% de la població estaven per davall del llindar de pobresa.

## Poblacions més properes
El següent diagrama mostra les poblacions més properes.